# Domingo Mendilaharsu

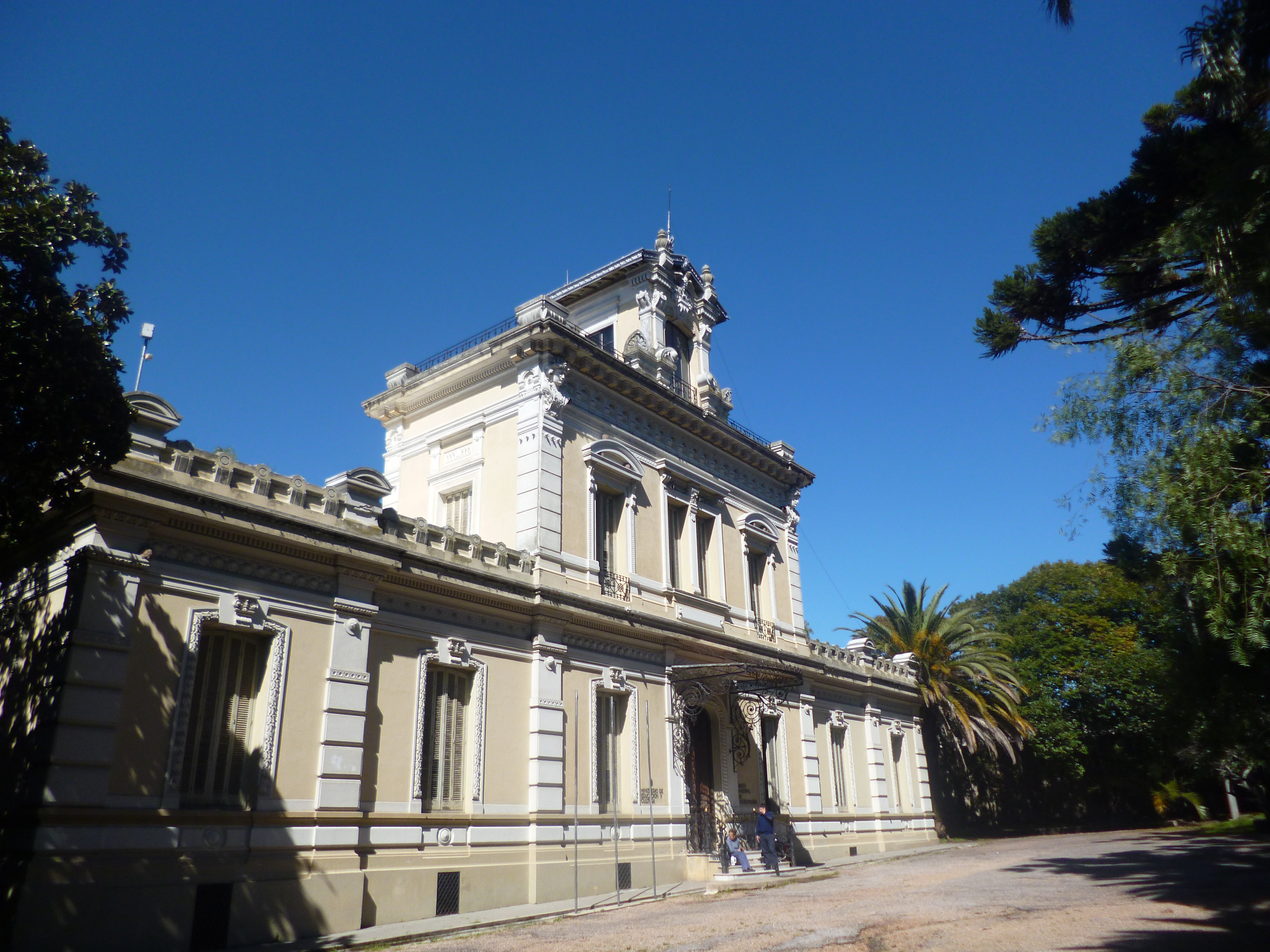
Antigua casa quinta de Mendilaharsu sobre Av. de las Instrucciones.

Domingo Mendilaharsu Raña (Paysandú, Uruguay, 7 de septiembre de 1854 - Niza, Francia, 21 de agosto de 1929) fue un abogado, periodista, político y diplomático uruguayo.

## Biografía
Nació en Paysandú, hijo del inmigrante vasco francés Domingo Mendilaharsu Iturralde.
Se graduó de abogado en Montevideo y pronto fue nombrado juez. También ocupó sucesivamente bancas de diputado y de senador por el Partido Colorado. Ejerció el periodismo político en los periódicos La Presidencia (1890-94) y El Tiempo.
Se desempeñó como embajador de Uruguay en Argentina y, en dos ocasiones, como Canciller de la República.
Residió en la finca conocida como "Casa quinta de Mendilaharsu", en el barrio montevideano Paso de las Duranas.
Casado con María Antonia de Souza Netto, hija del general Antonio de Souza Netto, fue padre del poeta Julio Raúl Mendilaharsu.